# Trevor Gagnon
Trevor Michael Gagnon (Thousand Oaks, California; 4 de septiembre de 1995) es un actor estadounidense. Es conocido por sus papeles en series como "The New Adventures of Old Christine" y "Happy Monster Band", así como por su participación en algunas películas y comerciales para televisión.

## Biografía
Trevor Gagnon mostró interés por la actuación a una muy temprana edad. Cuando tenía 6 años, comenzó a buscar una agencia de talentos para ver si tenía lo que se necesitaba para ingresar en el mundo del espectáculo.[cita requerida]
Gagnon ha expresado[¿cuándo?] su afición por la lectura, jugar béisbol y acampar con su familia.[cita requerida]
Actualmente[¿cuándo?] vive con su familia en Raleigh, Carolina del Norte.[cita requerida]

## Carrera
El primer rol de Gagnon fue en una producción de HBO titulada Iron Jawed Angels. En 2003 se lo pudo ver en la exitosa película “Big Fish”, en la que tuvo un pequeño papel como el hijo de Will Bloom (interpretado por Billy Crudup). Luego, se convirtió en la voz principal en la película de animación en 3D "Fly Me to the Moon", lanzada en la primavera de 2007. En 2009 protagonizó la comedia Shorts y, además, ha participado en un capítulo de la exitosa serie Desperate Housewives. Desde 2006 y hasta 2010 participó en 88 episodios de la serie de la CBS The New Adventures of Old Christine, en el papel de Ritchie Campbell, hijo de la protagonista, Christine Campbell (Julia Louis-Dreyfus).

## Filmografía
| Película              | Personaje    | Año  |
| --------------------- | ------------ | ---- |
| Hip Hop Headstrong    | Billy        | 2009 |
| Shorts                | Loogie Short | 2009 |
| Entertainment Tonight | Él mismo     | 2009 |
| Fly Me to the Moon    | Nat (Voz)    | 2008 |
| Southern Belles       | Atticus      | 2005 |
| Loggerheads           | Julian       | 2005 |
| Iron Jawed Angels     | Francis      | 2004 |
| Big Fish              | Hijo de Will | 2003 |

## Televisión
| Serie                               | Personaje        | Año                     |
| ----------------------------------- | ---------------- | ----------------------- |
| The New Adventures of Old Christine | Ritchie Campbell | 88 episodios, 2006–2010 |
| Happy Monster Band                  | L.O.             | 10 episodios, 2008      |
| Desperate Housewives                | Freddy           | 1 episodio, 2007        |